# Holland–Dozier–Holland
Holland–Dozier–Holland (afgekort H–D–H of HDH) was een Amerikaans songwriter- en productieteam, bestaande uit Brian Holland (1939), Lamont Dozier (1941-2022) en Eddie Holland (1941). Ze werden bekend door hun hits bij het platenlabel Motown en begonnen later voor zichzelf.

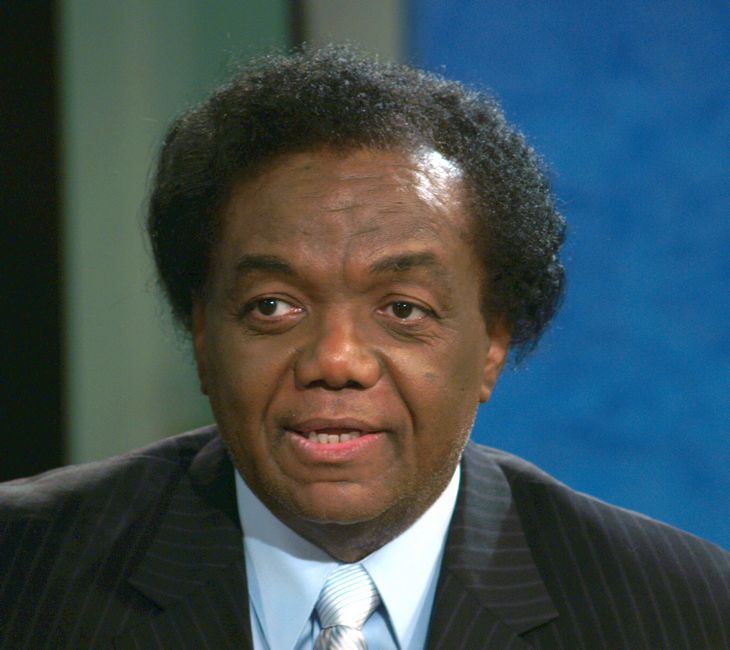
Lamont Dozier in 1990

## Motown
Het trio vormde zich toen ze bij Motown kwamen. Eddie Holland had al gewerkt met Motownbaas Berry Gordy. Hij had een korte zangcarrière bij Motown, waaruit de top 30-hit Jamie voortkwam. Brian Holland was sinds 1961 lid van Motowns songwriterstaf en had onder meer meegeschreven aan Please Mr. Postman, de nummer 1-hit voor The Marvelettes. Lamont Dozier was soloartiest bij zusterlabels van Motown.
In 1962 besloot het drietal zowel voor zichzelf als voor andere artiesten bij Motown muzieknummers te gaan schrijven. Het schrijven en produceren bleek hun zo goed te bevallen, dat ze niet meer zelf als artiesten optraden. Brian Holland en Lamont Dozier componeerden en produceerden en Eddie Holland schreef de teksten. Dit resulteerde in talloze hits voor artiesten als The Supremes, The Four Tops,  Marvin Gaye, Martha & The Vandellas en Kim Weston. Enkele van de vele voorbeelden van nummers uit deze periode zijn I Hear A Symphony, Stop! In the Name of Love, Reach Out, I'll Be There, How Sweet It Is (To Be Loved by You), Jimmy Mack en The Happening.
In de eerste helft van de jaren 1960 waren Holland, Dozier & Holland de voornaamste hitmakers van Motown. Zij leverden met hun composities en arrangementen een belangrijke bijdrage aan de typerende Motownsound met steeds dezelfde sessiemuzikanten (The Funk Brothers) en achtergrondzangeressen (The Andantes). Eddie Holland schreef ook teksten voor andere Motownproducenten, zoals Norman Whitfield.
In 1967 kwam het trio echter in conflict met Gordy, omdat ze geen eigen zusterlabel binnen Motown kregen. Ook vonden ze dat ze te weinig geld voor hun werk kregen. Ze verlieten Motown en begonnen voor zichzelf.

## Invictus
Na hun vertrek bij Motown begon het trio Holland–Dozier–Holland het platenlabel Invictus Records, met de sublabels Music Merchant en Hot Wax Records. Berry Gordy klaagde hen echter aan wegens contractbreuk. Op hun beurt klaagden zij Motown aan vanwege achterstallige betalingen en andere geldkwesties. Deze rechtszaak werd een van de langstlopende binnen de muziekwereld. Uiteindelijk werd de zaak in 1977 beslecht in het voordeel van Motown. De schadevergoeding die H–D–H moesten betalen bedroeg slechts enkele duizenden dollars, maar het conflict had veel aandacht opgeëist die ten koste ging van de bloei van Invictus.
Het trio schreef en produceerde de meeste nummers voor de eigen platenmaatschappij, maar vanwege de rechtszaak mochten er aanvankelijk geen nieuwe composities van hen uitkomen. Daarom gebruikten zij de naam "Edythe Wayne" (een tante van de broers Holland) als alias. Ook anderen, onder wie Ron Dunbar, General Johnson (de leadzanger van de Chairmen Of The Board) en de van Motown meegekomen William Weatherspoon, schreven en produceerden songs voor hen. De vaste sessiemuzikanten van Motown, The Funk Brothers, bleven – min of meer clandestien – ook voor hen werken.
Onder anderen Freda Payne (Band Of Gold), haar zuster Scherrie Payne met de groep Glass House (Crumbs Off The Table), de meidengroep Honey Cone (Want Ads en Stick Up) en de mannengroepen Chairmen Of The Board (Give Me Just A Little More Time) en 100 Proof Aged in Soul (Somebody’s Been Sleeping In My Bed) scoorden in de jaren rond 1970 een aantal grote hits voor Invictus en Hot Wax. Ook de vroegere Motowndiva Brenda Holloway bracht een single Let Love Grow uit, maar haar carrière bij H–D–H kwam toch niet van de grond. Spraakmakend was het door Greg Perry, Angelo Bond en General Johnson geschreven protestlied Bring The Boys Home van Freda Payne, dat tegen de Vietnamoorlog was gericht en daarom onder druk van het Pentagon door de wereldwijd opererende radiozender American Forces Network werd geboycot.

## Teruggang
In feite zetten H–D–H in grote lijnen de Motownstijl van de jaren 1960 voort, terwijl Motown zelf de bakens aan het verzetten was. Het publiek bleek echter ook nieuwe wegen in te slaan, zodat het succes van H–D–H's platenlabels in 1973 sterk terugliep. In die periode werd hun gebrek aan zakeninstinct – dat onder de oppervlakte was gebleven zolang hun muziek succesvol was – pijnlijk duidelijk. Zij kwamen bij gebrek aan nieuwe hits en door mismanagement in financiële problemen. Ook bleven distributeurs in gebreke bij de uitbetaling van royalty's voor platen en airplay. Hot Wax kon het niet volhouden en werd geïntegreerd in het afgeslankte Invictus, dat in 1977 werd omgezet in HDH Productions. Groepen als The Glass House en Honey Cone werden ontbonden. De carrière van de nog in 1972 gecontracteerde soulgroep The Barrino Brothers kwam door de problemen niet van de grond en ook de zangeressen Laura Lee en Eloise Laws moesten een andere platenmaatschappij zoeken. Van de zusters Payne vond Scherrie een goed onderkomen bij Motown als nieuwe leadzangeres van The Supremes, terwijl Freda terechtkwam bij ABC Records en later Capitol.
De problemen zorgden ook voor een verslechtering van de verstandhouding binnen het trio. Lamont Dozier verliet Invictus om te werken aan zijn solocarrière. In zijn kielzog kwam er een uittocht van medewerkers op gang. Vanaf 1973 liep een tweede langdurige rechtszaak, nu van HDH Productions tegen Lamont Dozier en een groot aantal voormalige medewerkers, die door Brian en Eddie Holland van samenzwering werden beschuldigd. Pas in 1982 werden de claims van de broers door de rechter afgewezen.
De broers Holland gingen in 1975 en 1976 nummers schrijven voor Michael Jackson en The Supremes, die toen onder contract stonden bij Motown. Dat was opmerkelijk, want ondertussen liep de rechtszaak tegen Motown nog.
HDH Records bestaat nog steeds en is in handen van de broers Holland, terwijl Lamont Dozier (overleden in 2022) zijn eigen productiebedrijf had. De catalogus van HDH Records bevat het oude materiaal van Hot Wax en Invictus en ook nieuwere composities.
In 2008-2009 kwamen Holland, Dozier en Holland voor één keer weer bij elkaar in de originele samenstelling en schreven zij samen 22 songs voor The First Wives Club – The Musical. Deze door Rupert Holmes gemaakte musicalversie van de speelfilm van Hugh Wilson ging in augustus 2009 in San Diego (Californië) in première alvorens naar Broadway te gaan.

## Eerbewijzen
Sinds 1988 zijn Brian Holland, Lamont Dozier en Eddie Holland opgenomen in de Songwriters Hall of Fame (in 2009 uitgebreid met de speciale eer van de Johnny Mercer Award) en sinds 1990 in de Rock and Roll Hall of Fame. In 2015 kregen de heren een ster op de Hollywood Walk of Fame.

## Hits (selectie)
- 1963: Come and Get These Memories – nr. 29-hit en de eerste voor Martha & The Vandellas
- 1963: (Love Is Like a) Heat Wave – nr. 4-hit voor Martha & The Vandellas
- 1963: Mickey's Monkey – nr. 8-hit voor The Miracles
- 1963: Quicksand – nr. 8-hit voor Martha & The Vandellas
- 1963: When the Lovelight Starts Shining Through His Eyes – nr. 23-hit en de eerste voor The Supremes
- 1964: Where Did Our Love Go – nr. 1-hit voor The Supremes
- 1964: Baby Love – nr. 1-hit voor The Supremes
- 1964: Come See About Me – nr. 1-hit voor The Supremes, gecoverd door Jr. Walker & The All Stars en nr. 24-hit
- 1964: Baby I Need Your Loving – nr. 11-hit en eerste hit voor Four Tops
- 1964: Can I Get a Witness – nr. 22-hit voor Marvin Gaye
- 1964: How Sweet It Is (To Be Loved by You) – nr. 6-hit voor Marvin Gaye, gecoverd door Jr. Walker & The All Stars en nr. 18-hit
- 1965: Stop! In the Name of Love – nr. 1-hit voor The Supremes
- 1965: Nowhere to Run – nr. 8-hit voor Martha & The Vandellas
- 1965: Something about You – nr. 19-hit voor Four Tops
- 1965: I Can't Help Myself – nr. 1-hit voor Four Tops
- 1965: Back in My Arms Again – nr. 1-hit voor The Supremes
- 1965: It's the Same Old Song – nr. 5-hit voor Four Tops
- 1965: I Hear a Symphony – nr. 1-hit voor The Supremes
- 1966: I'm Ready for Love – nr. 9-hit voor Martha & The Vandellas
- 1966: (I'm a) Road Runner – nr. 20-hit voor Jr. Walker & The All Stars
- 1966: Reach Out, I'll Be There – nr. 1-hit voor Four Tops
- 1966: Standing in the Shadows of Love – nr. 6-hit voor Four Tops
- 1966: This Old Heart of Mine (Is Weak for You) – nr. 12-hit voor The Isley Brothers (geschreven in samenwerking met Sylvia Moy)
- 1966: You Can't Hurry Love – nr. 1-hit voor The Supremes
- 1966: You Keep Me Hangin' On – nr. 1-hit voor The Supremes
- 1967: Bernadette – nr. 4-hit voor Four Tops
- 1967: The Happening – nr. 1-hit voor The Supremes
- 1967: Jimmy Mack – nr. 10-hit voor Martha & The Vandellas
- 1967: Love Is Here and Now You're Gone – nr. 1-hit voor The Supremes
- 1967: Reflections – nr. 2-hit voor The Supremes

Onder het pseudoniem Edythe Wayne
- 1969: Give Me Just a Little More Time – nr. 3-hit voor The Chairmen of the Board
- 1970: Band of Gold – nr. 3-hit voor Freda Payne
- 1970: Crumbs off the Table – nr. 7-hit voor The Glass House met Scherrie Payne